# 제임스 도널드
제임스 도널드(James Donald, 1917년 5월 18일 ~ 1993년 8월 3일)는 영국의 연극 배우, 영화배우, 텔레비전 배우이다.
애버딘에서 태어났으며 윌트셔주에서 사망하였다. 사인은 위암이다.

## 영화
- 자연 (1982년)
- 명탐정 필립 (1978년)
- 캡틴 클럽 (1975년)
- 데이빗 코퍼필드 (1970년)
- 태양 제국의 멸망 (1969년)
- 알프스 대탈주 (1969년)
- 더 조커 (1967년)
- 팔레스타의 영웅 (1966년)
- 킹 랫 (1965년)
- 대탈주 (1963년) - 램지 The SBO 역
- 바이킹 (1958년) - 에그베르트 역
- 콰이강의 다리 (1957년) - Maj. 클립턴 역
- 열정의 랩소디 (1956년) - 테오 반 고흐 역
- 호걸 브롬멜 (1954년)
- 나의 아들 에드워드 (1949년)
- 선봉에서 (1944년)
- 토린호의 운명 (1942년)